# За технічні культури
«За технічні культури» — радянський український сільскогосподарський журнал.

## Історія та зміст
Виходив з 1931 по 1933 у Харкові українською мовою з різною періодичністю. Усього — 22 номери: у 1931 — 7 номерів, у 1932 — 12 ; у 1933 — 3. Видавець — Держсільгоспвидав УСРР.
Вміщував статті про механізацію виробничих процесів вирощування, збирання і переробки технічних культур. Висвітлював діяльність Союзцукру, Укрбавовкому, Трактороцентру, колгоспів, радгоспів, бригад. 
Відповідальний редактор — Н. Кисіль.